# Orient (Illinois)
Orient es una ciudad ubicada en el condado de Franklin en el estado estadounidense de Illinois. En el Censo de 2010 tenía una población de 358 habitantes y una densidad poblacional de 183,81 personas por km².

## Geografía
Orient se encuentra ubicada en las coordenadas 37°55′3″N 88°58′42″O / 37.91750, -88.97833. Según la Oficina del Censo de los Estados Unidos, Orient tiene una superficie total de 1,95 km², de la cual 1,93 km² corresponden a tierra firme y (1,06%) 0,02 km² es agua.

## Demografía
Según el censo de 2010, había 358 personas residiendo en Orient. La densidad de población era de 183,81 hab./km². De los 358 habitantes, Orient estaba compuesto por el 97,77% blancos, el 0% eran afroamericanos, el 0% eran amerindios, el 0% eran asiáticos, el 0% eran isleños del Pacífico, el 0% eran de otras razas y el 2,23% pertenecían a dos o más razas. Del total de la población el 2,23% eran hispanos o latinos de cualquier raza.